# Neolucanus nitidus
Neolucanus nitidus là một loài bọ cánh cứng trong họ Lucanidae. Loài này được Saunders mô tả khoa học năm 1854.